# Bahnstrecke Unterböbingen–Heubach
| |                                     |                                          |                             |
| Streckennummer (DB): | 4752                                |                                          |                             |
| Kursbuchstrecke: | 313g (1944) 324g (1946) 324f (1975) |                                          |                             |
| Streckenlänge: | 4,40 km                             |                                          |                             |
| Spurweite: | 1435 mm (Normalspur)                |                                          |                             |
| Maximale Neigung: | 20 ‰                                |                                          |                             |
| Minimaler Radius: | 300 m                               |                                          |                             |
| Streckengeschwindigkeit: | 40 km/h, Schom: 50 km/h             |                                          |                             |
| |                                     |                                          |                             |
| \| \| \| von Stuttgart-Bad Cannstatt \| \| \| \| 0,00 \| Böbingen (Rems) (ehemals: Unterböbingen) \| 381 m \| \| \| \| nach Nördlingen \| \| \| \| 1,71 \| Oberböbingen \| Oberböbingen \| \| \| 4,40 \| Heubach (Württ) \| 452 m \| |                                     |                                          |                             |
| Strecke |                                     | von Stuttgart-Bad Cannstatt              | von Stuttgart-Bad Cannstatt |
| Bahnhof | 0,00                                | Böbingen (Rems) (ehemals: Unterböbingen) | 381 m                       |
| Abzweig ehemals geradeaus und nach links |                                     | nach Nördlingen                          | nach Nördlingen             |
| Haltepunkt / Haltestelle (Strecke außer Betrieb) | 1,71                                | Oberböbingen                             | Oberböbingen                |
| Kopfbahnhof Streckenende (Strecke außer Betrieb) | 4,40                                | Heubach (Württ)                          | 452 m                       |

Die Bahnstrecke Unterböbingen–Heubach, auch Heubachbahn genannt, war eine normalspurige Stichbahn im Osten Württembergs. Die Nebenbahn verband von 1920 bis 1975 Böbingen, wo sie von der Bahnstrecke Stuttgart-Bad Cannstatt–Nördlingen abzweigte, mit Heubach.

## Geschichte
Nachdem die Heubacher Industrie jahrzehntelang auf einen Bahnanschluss gedrängt hatte, wurde der Streckenbau nach dem Ersten Weltkrieg im Rahmen von Notstandsarbeiten begonnen und die Verbindung am 30. Oktober 1920 eröffnet. Betrieben wurde sie von der Deutschen Reichsbahn. Die Personenzüge fuhren in den 1950er Jahren teilweise durchgehend von Heubach nach Schwäbisch Gmünd an der Remsbahn; daneben verkehrte ein Zugpaar als „Sonntagsausflugszug“ zwischen Stuttgart und Heubach.

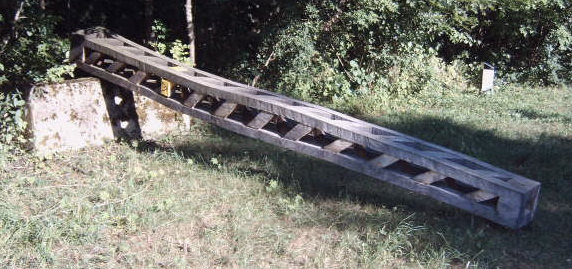
Skulptur (umgestürzter Mast) an der Trasse in Böbingen (2006)

Am 1. Oktober 1972 wurde der Personenverkehr eingestellt, 1975 folgte der Güterverkehr. Die endgültige Streckenstilllegung wurde zum 30. Mai 1976 vollzogen. In Ortsbereich von Böbingen ist die alte Trasse teilweise von der Klotzbachstraße und zwischen Böbingen und der Mögglinger Straße von einer Verbindungsstraße Böbingen–Heubach überbaut. Der Streckenverlauf ist aber noch auf fast gesamter Länge deutlich erkennbar. In Böbingen erinnert ein Denkmal in Gestalt eines umgestürzten Signalmastes an die Bahn. Zur Remstal-Gartenschau 2019 wurde entlang des alten Bahndamms der Park am alten Bahndamm angelegt.